# باجوران
باجوران هم جنس خيالي ظهروا في سلسلة ستار تريك، موطنهم الأصلي كوكب باجور. ولديهم عداوة طويلة الأمد مع الكارداسيان، بسبب عقود من القهر في ظل الدكتاتورية العسكرية التي شهدت استعباد العديد من أنواعهم، أو إجبارهم على النفي بعيدًا عن وطنهم.